# Abanca
Abanca Corporacion Bancaria S.A. (stilisiert //ABANCA) ist ein privates spanisches Kreditinstitut mit rechtlichem Sitz in Betanzos, Provinz A Coruña (Galicien). Das Unternehmen gehört nach Volumen der Vermögenswerte zu den 10 wichtigsten Finanzinstituten auf dem spanischen Markt. Seit der Gründung im Jahr 2014 hat Abanca den Umsatz von 57,469 Millionen Euro auf 107 Millionen Euro im Jahr 2022 verdoppelt. Abanca gehört zur venezolanischen Grupo Banesco.

## Geschichte
Das Kreditinstitut entstand am 14. September 2011 unter dem Namen Novagalicia Banco und der Fusion mit lokalen galicischen Sparkassen wie der Caixa Galicia und der Caixanova. Diese Operation war der Keim von Abanca in Spanien. Die Wortschöpfung Abanca, so sagen die Werbestrategen der neuen Bank, soll angeblich ins Galicische übersetzt „die Bank“ und „zur Bank“ heißen, was sprachlich nicht korrekt ist.
Abanca bietet für 10 Millionen Kunden Bankdienstleistungen, Kredite, Einlagen, Versicherungen, Pensionspläne, Kredit- und Debitkarten, Hypotheken und Geschäftsbanklösungen an. Abanca verfügt 2021 über ein Netzwerk von rund 700 Niederlassungen in ganz Spanien und Niederlassungen in Frankreich, Deutschland, Mexiko, Portugal, Panama, Großbritannien, den Vereinigten Staaten, Brasilien und Venezuela. Die hauptsächliche Präsenz besteht in den Provinzen Galicien, Asturien und Kastilien und León.  Die Bank will durch Akquisitionen in ganz Spanien weiter wachsen.
Abanca hatte im Jahr 2021 über 6080 Angestellte in 686 Bankfilialen beschäftigt und engagiert sich für eine neue Art des Bankgeschäfts, das auf dem Begriff Common Feeling basiert.

## Akquisitionen
Der spanisch-venezolanische Milliardär Juan Carlos Escotet, Gründer von Grupo Banesco, begann im Jahr 2014 mit der Übernahme der galicischen Banco Etcheverría. Drei Jahre später kaufte er den Versicherer Popular Servicios Financieros der ehemaligen Banco Popular Español. 2018 wagte Abanca den Sprung nach Portugal, übernahm zunächst das Privat- und Firmenkundengeschäft der portugiesischen Tochtergesellschaft der Deutschen Bank und übernahm dann im umgekehrten Verfahren die Tätigkeiten  der portugiesischen Caixa Geral de Depósitos auf spanischem Gebiet.
Vorläufig abgeschlossen wurde die Kaufrunde durch die Übernahme der baskischen Bankoa von Crédit Agricole (2020) und 2022 das Novo-Banco-Geschäft des portugiesischen Kreditinstituts in Spanien. Im Dezember 2022 begann Abanca mit Gesprächen zur vollständigen Akquisition des spanischen Zweiges der Targobank.